# Rhyacophila torrentium
Rhyacophila torrentium là một loài Trichoptera trong họ Rhyacophilidae. Chúng phân bố ở miền Cổ bắc.